# Pheles incerta
Pheles incerta is een vlindersoort uit de familie van de prachtvlinders (Riodinidae), onderfamilie Riodininae.
Pheles incerta werd in 1887 beschreven door Staudingerl.